# 仁丹

仁丹的大禮服商標
此為自1974年沿用至今的版本。

仁丹是日本的森下仁丹株式會社所販售的一種醫藥部外品，在日本關於醫藥部外品的定義，日本規定為"不屬於醫藥品，但具有相當於或接近醫藥品功能的商品"。 外觀為直徑約2公厘的銀色小珠，氣味芳香，味道清涼，有提神醒腦、消毒殺菌的功效，常數粒一起服食，用來清新口氣、消除宿醉、治療搭乘交通工具所引起的噁心、暈眩等等。
仁丹的歷史相當悠久，自1905年便販售至今。其大禮服的商標設計非常具有特色，並隨著廣告宣傳的成功與仁丹的暢銷，成為深植日本人心的一種標誌。

## 成份
甘草、甘草萃取粉末、阿仙藥、桂皮、桂皮油、茴香、生薑、丁香、丁香油、縮砂、益智、木香、薄荷腦、薄荷油、甘茶、香料。

## 歷史

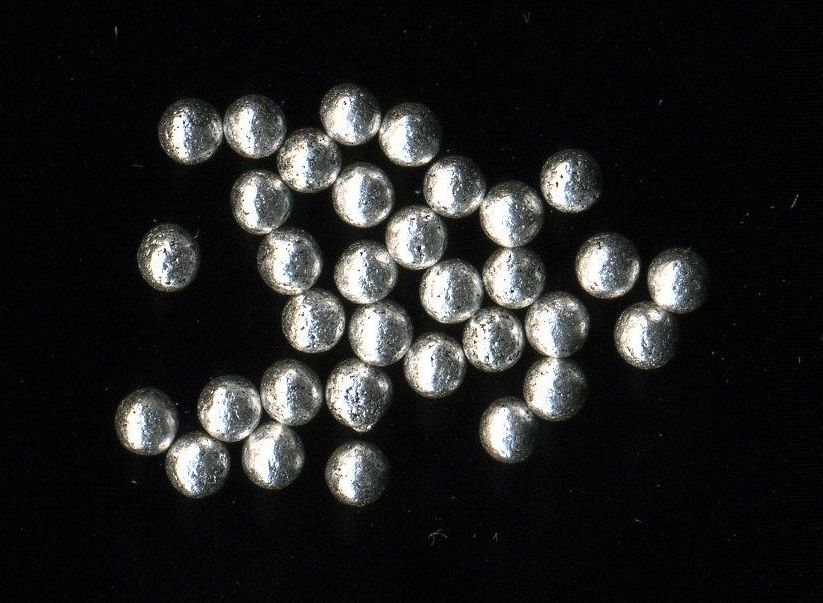
銀粒仁丹

森下博於1893年在大阪創辦森下南陽堂藥房不久後便應召入伍，並在1895年甲午戰爭後隨軍入駐從清朝割讓而來的台灣。駐台期間，森下博注意到台灣人會含著一種清涼的藥丸，而且可能由於此故降低了感染疾病的機會。回到日本後，森下博使用笹川三男三醫學博士所開發的配方，於1900年推出治療梅毒的新藥「毒滅」，並藉由全日本的廣告宣傳一舉打響森下南陽堂的名氣，獲得十分可觀的成功與收益。與此同時，森下博也註冊了構思已久的「仁丹」二字商標。
在台灣的見聞讓森下博一直苦心思索開發以「預防」為目的的新藥，為此森下博曾數度前往日本的藥學之鄉富山學習，據說甚至曾遠赴中國大陸探尋藥草。後來森下博結合當時藥學權威千葉藥專的三輪德寬與井上善次郎博士協同開發，終於完成了仁丹的配方。同時考慮到作為隨身常備藥品的攜帶性與保存性，特別將藥丸塗佈上暗紅色外皮，並製作一次可倒出一粒的小盒，這就是第一代的仁丹，通稱「赤大粒仁丹」。
仁丹於1905年2月11日上市，配合著非常創新而成功的廣告宣傳與行銷，僅僅兩年便登上日本銷售第一的寶座，並蟬聯數載。仁丹不只在日本暢銷，還輸出到中國、東南亞、印度、非洲、美洲等地，可以說是寫下成藥銷售紀錄的產品。也由於此故，仁丹在當時的民間彷彿變成無所不能的萬靈藥，所以有人譽之為「日本的阿斯匹林」（和ピリン），也有人誇稱為「神丹」（日語發音與仁丹相同）。
第二代仁丹「赤小粒仁丹」於1927年發售，第三代仁丹「銀粒仁丹」則在兩年後的1929年問世，延續迄今，期間僅偶有增加新口味而已。

## 商標與宣傳
森下博的時代正為日本帝國主義勃興的時代，所以森下博當年在設計商標時便有行銷中國的抱負。於是森下博結合儒家思想核心的「仁」與在台灣得到的靈感「丹」字，想出了「仁丹」一名。同時，森下博基於濟世的設計概念，將仁丹擬人成為宣揚保健的外交官，以當時外交官的形象為原型，經過數百次的修改，最後設計出頭戴雙角帽、身著大禮服、蓄著德皇威廉二世式的翹鬍子的外交官造型。
仁丹於1905年2月上市時正值日俄戰爭捷報頻傳，民氣歡騰之際，仁丹商標的威嚴莊重形象適時迎合了這種氣氛，但也因此民間誤以為仁丹商標所繪的人物是軍人，有人猜測是伊藤博文之子文吉，也有人猜測是日軍滿洲軍總司令大山巖元帥，所以世人便稱仁丹商標為「將軍牌」（将軍マーク）。這種誤解甚至連森下博的孫子森下泰都有，據森下泰本人回憶，他少年時曾向祖父森下博詢問仁丹商標上的將軍是誰，經過祖父的解說才知道原來商標上所繪的不是軍人而是外交官。
受到福澤諭吉的啟發，森下博深刻明白報章廣告的重要性，所以從發跡產品毒滅開始便投入大筆資本做廣告宣傳，仁丹的廣告浥注更是高達銷售額的3分之1。仁丹的廣告手法是鋪天蓋地的，除了報章廣告與常見的琺瑯看板之外，在大阪車站和東京的上野、淺草還設置了被稱為「仁丹塔」的大型廣告塔，廣告塔內裝有燈泡，夜裡仍可看到「仁丹」兩個大字，一時蔚為話題。此外森下博曾雇用當時少見的飛機來散發傳單，完全成為社會大眾的注目焦點，成功達到投資額以上的宣傳效果。
仁丹廣告對日常生活的滲透也非常驚人，當時許多藥房都會掛著仁丹商標的招牌和自動販賣機，一時間仁丹商標幾乎成為藥房的代表標誌。在一些城市中，仁丹的廣告招牌也兼具地址指示牌的作用，或掛在牆上，或貼在電線桿上，有些在京都市仍能看到。城市之外，鐵路沿線也有仁丹廣告招牌的設置，在滋賀縣、廣島縣的JR西日本沿線都還能見到這些歷史痕跡。除了商業宣傳，森下博創業之初的理念之一「透過廣告來達成薰化益世的使命」在1914年也落實了。自當年起，仁丹看板加上了古今中外的格言，稱為「金言廣告」；入昭和後，結合生活常識，推出「昭和的常識」的廣告看板。因為這些公益貢獻，森下博於1938年成為第二屆「日本廣告大賞」的得獎人，而第一屆的得獎人正是森下博的啟發者福澤諭吉。
仁丹的商標不是一成不變的，雖然一直維持著大禮服外交官的模樣，但自1905年面世以來曾經歷過數度的小修改，主要差別在於雙角帽、鬍子、左右肩與胸口的徽章、「仁丹」二字的字型。目前的版本是自1974年起採用的，和過去的版本相比，鬍子比較不翹，裝飾與徽章數量減少，整體上和趨勢上是越來越簡單樸實了。
注：仁丹迄今为止未被证实有任何医学医疗功效，而只作为口香糖一类的除口臭用途。

## 中国仁丹
中国也有一个“仁丹”，是和人丹类似的仁丹仿品。因为这个“仁丹”含朱砂用于安神镇静，所以要慎用。现有中国标准不是来自《中国药典》，而是来自中药部颁标准。

## 外部連結
- : 日 （页面存档备份，存于）、英 （页面存档备份，存于）
- 森下仁丹健康go： 中
- http://www.jintan.co.jp/museum/index.html （页面存档备份，存于）
- http://www.tpa-kitatama.jp/museum/museum_25.html Archive.today的存檔，存档日期2013-05-01